# Van der Meer de Walcheren
Van der Meer de Walcheren is een Nederlands geslacht waarvan leden sinds 1890 tot de Nederlandse adel behoren.
De familienaam, eertijds ook geschreven als 'Van der Meer de Walchren', is een samentrekking van de namen van de geslachten 'Van der Meer' en 'Van Walcheren' en wordt voor het eerst gebruikt in 1761 als Isaac van der Meer (Woudrichem, 13 oktober 1731 - Tongerlo, 14 februari 1807) zich bij de Leidse Universiteit inschrijft onder de naam 'Isaac van der Meer de Walcheren'.

De namen van de respectieve geslachten 'Van der Meer' en 'Van Walcheren' zijn ouder.
Het geslacht Van der Meer kwam al in de 15de eeuw voor en de naam werd gedragen door families van Delftse magistraten. Deze hadden bezittingen rond Alkmaar en het geslacht kan van Kennemer of West-Friese oorsprong zijn.

De familienaam 'Van Walcheren' werd in de 17de eeuw gevoerd door de familie van de Brielse burgemeester Willem van Walcheren.

## Geschiedenis

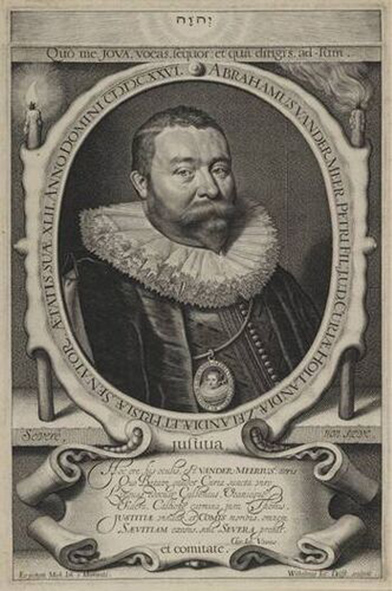
Mr. Abraham Pietersz. van der Meer (1584-1638)

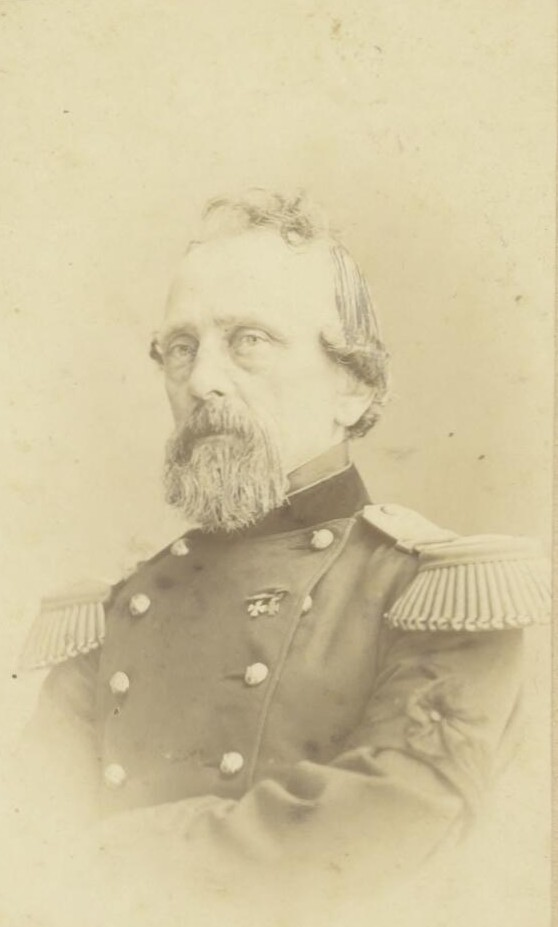
Hugo van der Meer de Walcheren (1810-1896) werd in 1890 in de adelstand verheven.

De vroegste bronnen van de familie Van der Meer dateren uit de 15de eeuw en de stamreeks begint met mr. Willem Willemsz. van Alcmaer ([1494]-1543). Hij studeerde te Keulen, Orléans en aan de universiteit van Leuven waarna hij advocaat bij het Hof van Holland werd. Op 35-jarige leeftijd werd hij pensionaris van Delft. Vervolgens was hij raad en procureur-generaal aan het Hof van Utrecht en het Hof van Holland en tevens kanselier van het hertogdom Gelre. Hij huwde in 1520 met Anna Stalpaert van der Wiele, dochter van Jacob Adriaens Stalpaert van der Wiele (1465-1537), heemraad van Delfland, schout en baljuw van Den Haag en Wassenaar, rentmeester van de heer van Wassenaer en lid van de Grote Raad van Mechelen, en Maria Jansdr. van Montfoort gezegt van Arkel.
Zijn zoon Pieter (1534-1616) nam als eerste van zijn geslacht de naam Van der Meer aan. Hij huwde Ursula van Rhenoy, begraven te Den Haag 22 juni 1563, dochter van mr. Gerard Arnoutsz. van Rhenoy, heer van Spijck, eerste rekenmeester van Holland en landrentmeester-generaal van Gelre, en Anna Collaartsdr. de Potis. Hij huwde in tweede echt Maria van der Goes (geboren rond 1531), dochter van Adriaen van der Goes (1505-1560), pensionaris van Delft, en Anna Laurensdr. [van Spangen] (1498-1548). Pieter was als student in 1549 te Leuven ingeschreven en werd advocaat en raadsheer van het Hof van Holland. Als pensionaris van Delft had hij zitting in de Staten van Holland en was hij lid van vele commissies uit de Staten. Hij was betrokken bij het ontwerpen van de voorwaarden waarop prins Willem van Oranje als graaf van Holland en Zeeland in 1583 zou worden ingehuldigd, als adviseur van de gecommitteerde tot de administratie van den sterfhuize van prins Willem van Oranje in 1584 en in 1585 als voorbereider van het gezantschap tot aanbieding der soevereiniteit van de Republiek aan koningin Elizabeth I van Engeland. Hij was gegoed onder Bergen (NH) en te Alkmaar.
De zoon van Pieter en Maria van der Goes, Abraham van der Meer, werd in 1584 te Delft geboren. Hij was lid van de veertigraad en weesmeester in Delft en van 1621 tot 1638 raadsheer van het Hof van Holland. Hij huwde eerst in 1609 met Anna Duyck (†1614), dochter van Adriaan Duyck, heer van Oudcarspel en in Koedijk, secretaris van de Staten van Holland. Nadat Anna in 1614 overleed, hertrouwde hij in 1624 met Maria van den Corput (1603-1671), dochter van Johan Anthonisz. van den Corput, schepen van Breda en rentmeester van Hooge en Lage Zwaluwe, en Maria Buijsen. Abraham overleed in 1638 te Den Haag en is meerdere malen afgebeeld, waaronder middels een gravure uit 1626. Daarop draagt hij een medallion met een miniatuur van zijn echtgenote Maria van den Corput. De gravure is in het bezit van het Rijksmuseum te Amsterdam.

De zuster van Maria die in het medallion is afgebeeld, Anna Johansdr. van den Corput (1599-1645), huwde Jacob de Witt (1589-1674), houthandelaar, burgemeester en regent van Dordrecht. Hun zonen Cornelis en Johan de Witt werden tijdens het Rampjaar 1672 in de Haagse gevangenpoort door Orangisten op gruwelijke wijze afgeslacht.
De zoon van Abraham van der Meer en Anna Duyck, Willem van der Meer (1613-1668), werd advocaat bij het Hof van Holland en huwde in 1633 met Margaretha Vallensis (van den Dael). Ze was de dochter van Jacobus van den Dael (1570-1644) die zijn familienaam latiniseerde. Hij was deken van het gilde van chirurgijnen en lijfarts van de prinsen Maurits en Frederik Hendrik van Oranje. Jacobus Vallensis was gehuwd met Margaretha van Clootwijk (1580-1662) en de portretten die Michiel Jansz. van Mierevelt van hen maakte, behoren nu tot de collectie van het Metropolitan Museum of Art in New York.
Willems zoon Abraham werd in 1639 te Den Haag geboren en was secretaris van respectievelijk Monster, Woudrichem en het Land van Altena. Bij sententie van het Hof van Holland werd hij in 1661 "als geboren edelman tot de jacht gerechtigd verklaard". Hij huwde in 1664 met Johanna Mouthaan, dochter van Hugo Mouthaan, ontvanger-generaal van Holland en West-Friesland, en Lucretia Vermeulen.
De zoon van Abraham, Hugo van der Meer (1669-1750), gedoopt te Monster en aanvankelijk werkzaam bij de VOC-Kamer Amsterdam, volgde zijn vader op als secretaris van Woudrichem en het Land van Altena. Hij huwde in 1720 met Maria van Walcheren (1694-1734).

Maria was een dochter van Isaacq van Walcheren (1668-1720), burgemeester van Woudrichem. Hij was een zoon van de Brielse burgemeester Willem van Walcheren (1652-1686) en de uit Den Haag afkomstige Margrieta Noormans. De moeder van Maria van Walcheren, Bertruijda van Oversteegh (±1670-1722), was dochter van de auditeur-militair Adriaen van Oversteegh uit het Land van Altena, die gehuwd was met Maria Cremer, telg uit een Zutphense regentenfamilie.
Hun zoon Isaac van der Meer (1731-1807), geboren te Woudrichem, was nog maar een paar jaar oud toen zijn moeder stierf. Hij groeide op bij haar zuster Adriana Margaretha van Walcheren (1690-1762) die gehuwd was met Anthony Hoppenbrouwer (1677-1757), advocaat bij het Hof van Gelre te Arnhem en secretaris van het Scholtambt van Zutphen. Dit huwelijk bleef kinderloos en Isaac werd haar erfgenaam. Uit erkentelijkheid en respect nam hij de naam Van der Meer de Walcheren aan. Hij promoveerde in de rechtsgeleerdheid in 1754 te Leiden en werd advocaat te Zutphen. Door huwelijk met Anna Christina Vles (1740-1806), weduwe van de Zutphense burgemeester Arnoldus Hendrik Wentholt (1731-1762), verwierf hij huis Tongerlo en werd drost van Lichtenvoorde. Hij woonde er tot zijn dood en werd in Lichtenvoorde geëerd met een straatnaam.

De kleinzoon van Isaac, Hugo van der Meer de Walcheren (1810-1896), generaal-majoor der artillerie, werd bij Koninklijk Besluit van 3 februari 1890 verheven in de Nederlandse adel, waardoor hij en zijn nakomelingen het adellijk predicaat jonkheer/jonkvrouw kregen.

## Heraldiek

Het blazoen van de familie 'Van der Meer de Walcheren' wordt al minstens sedert de 16de eeuw door verschillende takken van het geslacht 'Van der Meer' gevoerd. Het toont overeenkomsten met de familiewapens van verwante geslachten als 'Tetrode', 'Brasser', 'Vermeer', 'Van der Meer van Cranenborg', 'Van der Meere de Cruyshautem' en 'Van der Meer van Kuffeler' en met het gemeentewapen van Bloemendaal.
| Heraldische beschrijving | Heraldische beschrijving | Heraldische beschrijving |
| ------------------------ | --- | ------------------------ |
| Wapenschild              | Drie groene meerbladeren op zilveren achtergrond.                                                                                              |                          |
| Helm                     | Een aanziende steekhelm. |                          |
| Kroon                    | Een ridderkroon. |                          |
| Helmteken                | Een groen meerblad van het schild, tussen twee zilveren olifantstrompen, uit elk waarvan een meerblad als van het schild, maar gesteeld, komt. |                          |
| Dekkleed                 | Groen, gevoerd van zilver. |                          |
| Wapenspreuk              | "CRESCENDO EMERGIMUS", in gotische zwarte letters - de hoofdletters C en E rood - op een zilveren lint.                                        |                          |

De familie Van der Meer (de Walcheren) voert drie meerbladen (Nuphar lutea) in haar wapenschild. De wapenspreuk "Crescendo Emergimus" is Latijn en betekent letterlijk "Al groeiende komen wij op".

## Enkele telgen

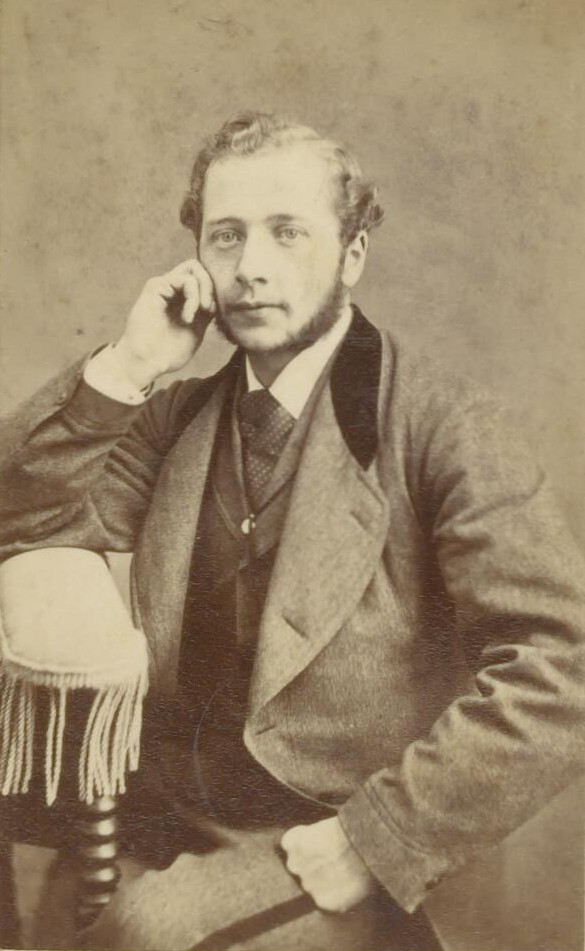
Portret van Gideon Willem Hugo van der Meer de Walcheren (1847-1878), vice-consul in Elmina.

- Isaac van der Meer de Walcheren (1731-1807), advocaat en drost van Lichtenvoorde
  - Johannes van der Meer de Walcheren (1770-1843), militair en drost van Lichtenvoorde, verkocht het huis en landgoed Tongerlo; ongehuwd
  - Abraham Willem van der Meer de Walcheren (1771-1811), kapitein der artillerie; huwde in 1805 met Adriana Halder (1784-1867). Adriana hertrouwde in 1831 met Pieter van der Meer (1796-1879), kleinzoon van de broer van Isaac van der Meer de Walcheren (1731-1807), Diederik Adriaan van der Meer (1722-1804)
    - Jhr. Hugo van der Meer de Walcheren (1810-1896), generaal-majoor; huwde in 1842 met Elisabeth Johanna Oswaldina Maria d'Aumerie (1819-1908)
      - Jhr. Gideon Willem Hugo van der Meer de Walcheren (1847-1878), (vice-)consul van Sint George d'Elmina; ongehuwd
      - Jhr. Petrus Balthazar Albertus van der Meer de Walcheren (1849-1915), wijnkoper
        - Jkvr. Maria Gijsberta van der Meer de Walcheren (1879-1947), pianiste; huwde in 1902 met Dirk Hidde Nijland (1881-1955), kunstschilder. Hun zoon Dirk Volker Nijland (1914-1985) huwde Charley Annie Fernhout (1916-1956), dochter van kunstenares Charley Toorop (1891-1955). Dirk Hidde Nijland hertrouwde in 1947 Mea Verwey, dochter van letterkundige Albert Verwey
        - Jhr. Petrus Balthazar Albertus (Pieter) van der Meer de Walcheren (1880-1970), auteur, uitgever, letterkundige en monnik; huwde in 1902 met Christine Wilhelmine Françoise Joséphine Verbrugghe (1876-1953), kunstschilderes
          - Jkvr. Anne Marie Veronique Martine van der Meer de Walcheren (1912-1976), religieuze in de orde der benedictinessen en kunstschilderes en leerling van Marc Chagall en Otto van Rees; ongehuwd

        - Jkvr. Benjamine van der Meer de Walcheren (1881-1927), vocaliste; huwde in 1902 met prof. dr. h.c. Georg Kolbe (1877-1947), Duitse beeldhouwer en hoogleraar aan de 'Preußische Akademie der Künste zu Berlin'

      - Jhr. Adriaan Oswald Antonius van der Meer de Walcheren (1856-1919), burgemeester en secretaris van Berkel en Rodenrijs; van hem stammen alle nu nog levende telgen van het adellijke geslacht.